# Godjam
Le Godjam (Ge'ez ጎጃም gōjjām, initialement ጐዛም gʷazzam, plus tard ጐዣም gʷažžām, ጎዣም gōžžām) était une province du nord-ouest de l'Éthiopie, dont la capitale était Debre Marqos.

## Histoire
Les habitants du Godjam se sont révoltés deux fois à l'époque contemporaine contre l'augmentation des taxes. La première fois en 1950 et la seconde en 1968, à peu près à la même époque que la révolte Balé. À la différence de la province du Balé, le gouvernement central n'employa pas l'armée pour mater la révolte, mais remplaça les gouverneurs et revint sur sa décision de lever de nouveaux impôts. Lors de la révolte de 1968, le gouvernement central alla jusqu'à cesser de réclamer les arriérés de dette datant de 1950.

## Awrajas
La province du Godjam était divisée en 7 awrajas.
| Awraja          | Capitale administrative | Répartition dans les zones actuelles                       |
| --------------- | ----------------------- | ---------------------------------------------------------- |
| Agew Midir      | Dangila                 | - Agew Awi (Amhara)                                        |
| Bahir Dar       | Bahir Dar               | - zone spéciale Baher Dar (Amhara) - Mirab Godjam (Amhara) |
| Bichena         | Bichena                 | - Misraq Godjam (Amhara)                                   |
| Debre Marqos    | Debre Marqos            | - Misraq Godjam (Amhara)                                   |
| Kola Dega Damot | Finote Selam            | - Mirab Godjam (Amhara)                                    |
| Metekel         | Chagni                  | - Agew Awi (Amhara) - Metekel (Benishangul-Gumuz)          |
| Mota            | Mota                    | - Misraq Godjam (Amhara)                                   |

## Personnalités liées à cette région
- Gelanesh Haddis (1896-1986), poète et érudite.